# 玉溪面

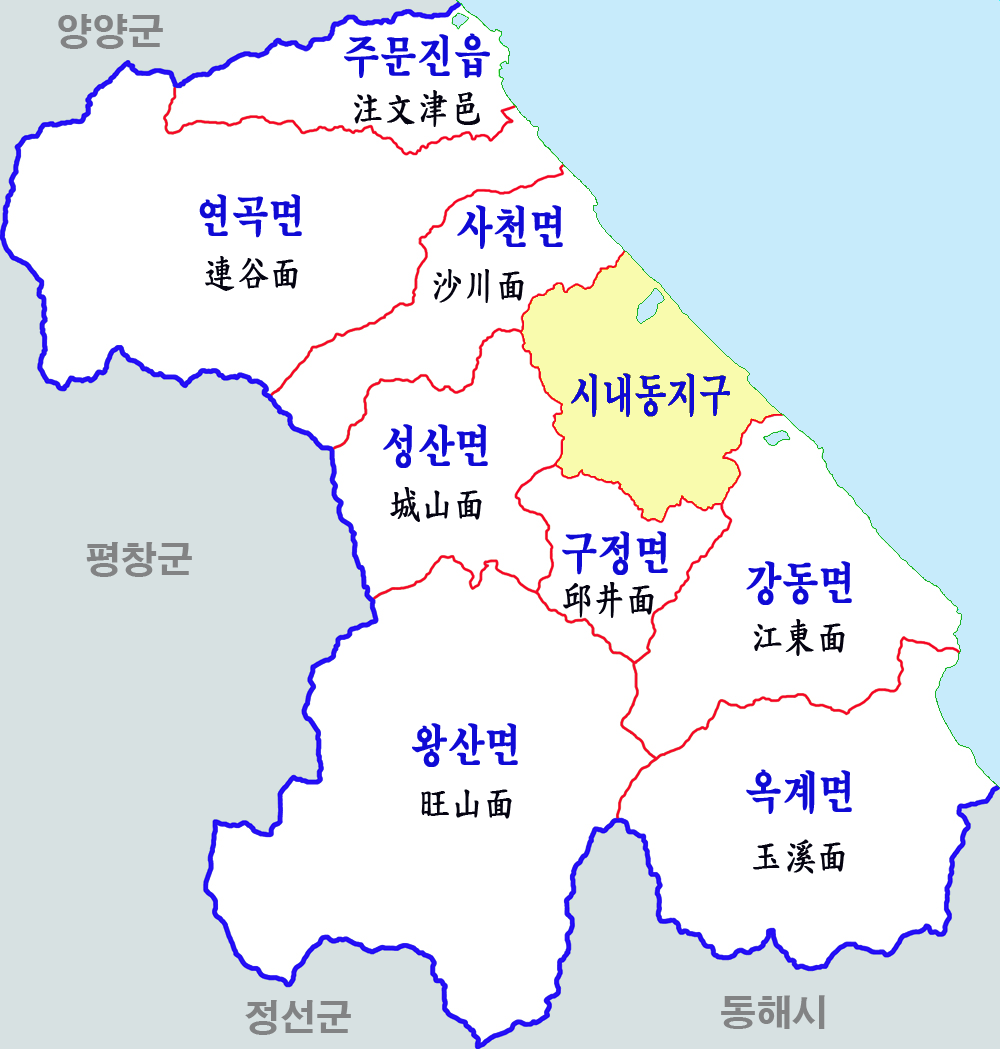
玉溪面位於江陵市的位置

玉溪面（韓語：옥계면）是韓國江原道江陵市下轄的一個面。

## 簡介
玉溪面是江陵市最南方的一個行政區，與江陵市的其他行政區包括江東面、旺山面、北坪面和旌善郡、東海市相鄰。以148.02平方千米的面積佔據江陵市的14.2%，石屏山、瓷屏山、豆裡峰、罔德峰、萬德峰等山峰連綿起伏，諾豐川、注水川、南陽川在周圍形成了一個平原。因為有著山、海和平原，所以玉溪面有著發達的漁業、農業和採礦業。因為有著豐富的石灰石，所以這裡還有一個水泥廠。
通過與海岸相通的七號國道和東海高速公路可以進入江陵市區和東海市，然後還有通往各個內陸村莊的地方道和里道。

## 旅遊觀光
在玉溪面還有山溪里三層石塔、玉溪洞等6個指定文化財，還有很多石器時代的遺址。
另外還有玉溪等多個海水浴場和石屏山等風景名勝。

## 行政區劃
- 현내리
- 천남리
- 주수리
- 남양리
- 산계리
- 북동리
- 낙풍리
- 금진리

## 教育
- 玉溪小學
- 金津小學
- 玉溪中學

## 外部連結
- 江陵市玉溪面事務所 （页面存档备份，存于）